# Географија Летоније
Летонија лежи на источним обалама Балтичког мора, између Естоније и Литваније. Око 80 процената површине налази се испод 200 метара надморске висине. Летонија има преко 12 000 река, а само 17 имају ток дужи од 97 километара, преко 3 000 мањих језера. Веће реке су Даугва, Лилеуп, Гауја, Вента и Салака. Шуме, од којих већину чине борове шуме, прекривају око 41 проценат површине државе. Осим кречњак и доломита, ресурси су оскудни. Летонија има 531 километар пешчане обале, на којој се налазе две важније луке, Лијепаја и Вентспилс.